# 보숙승
보숙 승(步叔乘, ? ~ ?)은 중국 춘추 시대의 사상가 공자의 제자로, 자는 자거(子車)이며 제나라 사람이다.

## 개요
《논어》에는 등장하지 않는 인물로, 《사기》·《공자가어》에 이름만 기록되어 있다.
동오의 관료 보즐의 선조는 공자의 제자 보숙(步叔)으로 알려져 있는데, 보숙승과 동일인물로 여겨진다.

## 출전
- 사마천, 《사기》 권67 중니제자열전
- 왕숙, 《공자가어》 권9 칠십이제자해